# Joseph Oblin
Joseph Henri Antoine Marie Oblin, né le 19 mars 1898 et mort le 14 décembre 1973 , est un homme politique belge membre du Parti social chrétien.
Né à Braine-le-Comte le 19 mars 1898, il fréquenta le collège Saint-Vincent à Soignies. Il fit ensuite des études de droit à l'Université de Louvain.
Il s'inscrivit au barreau de Mons en septembre 1929, fit partie du Conseil de l'Ordre des Avocats à trois reprises et fut nommé bâtonnier en 1963. 
Il milita dans les rangs du Parti Catholique et fut élu conseiller communal de Braine-le-Comte en 1932. Il occupa ensuite les fonctions d'échevin de l’État-Civil et des Finances de 1938 à 1946. 
En 1945, il entra à la Chambre comme suppléant. En 1946, il devint député du Parti Social Chrétien de l'arrondissement de Soignies. De 1950 à 1954, il fut secrétaire à la Chambre. Le 11 avril 1956, il fut élu sénateur et en 1958, on l'appela aux fonctions de questeur du Sénat. 
Bourgmestre de Braine-le-Comte de 1965 à 1970, député de Soignies en remplacement de Pierre Vouloir (1944-54), sénateur de l'arrondissement de Mons-Soignies (1954-1968).
Il a fait partie des commissions des Classes Moyennes, de la Défense Nationale, de la Commission chargée de l'étude de la Question Royale. 
Il prit sa retraite politique en 1970. 

## Sources
- Bio sur ODIS
- RUSTIN Edmond, Joseph Oblin. Ancien bourgmestre de Braine-le-Comte, dans Revue du Cercle d'Information et d'Histoire Locale de Braine-le-Comte et des environs, Première année, n°3, janvier 1974, p. 39-40.